# Hackermanifest
Das Hackermanifest (Original: The Conscience of a Hacker) ist ein 1986 veröffentlichter Artikel von Loyd Blankenship, der zu einem der wichtigsten Texte der Netzwerk- und Computersicherheits-Hackerkultur wurde.

## Geschichte
Der Artikel wurde am 8. Januar 1986 verfasst. Er erschien unter dem Pseudonym The Mentor in Phrack, dem bekanntesten Untergrund-Hacker-Magazin der USA. In der Folge erreichte es eine große Verbreitung innerhalb der Hackerkultur und sein Autor entwickelte sich zu einer ihrer Leitfiguren. Dementsprechend ist es mittlerweile auf zahlreichen Internetseiten in vielen Übersetzungen verfügbar.
Inhaltlich verteidigt das Hackermanifest ethische Grundsätze und vermittelt die Aufbruchsstimmung, die damals meist unter jungen Computerenthusiasten oder Hackern herrschte. Der Artikel kritisiert die Gesellschaft, die laut Blankenship versuche, die bestehenden Machtverhältnisse durch die Kontrolle und wirtschaftliche Ausbeutung von Information und Wissen zu erhalten. Dem stellt der Autor den Hacker im eigentlichen Sinne gegenüber, ein von Neugier angetriebenes Individuum, das einen freien, gleichberechtigten Zugriff auf Information anstrebe. Blankenship klagt die Gesellschaft, die Kriege, Morde und Massenvernichtungswaffen zulasse, dieses Streben nach Wissen jedoch kriminalisiere, als heuchlerisch und verlogen an.